# 갑인춘 친정도
갑인춘 친정도(甲寅春 親政圖)는 부산광역시 서구에 있는 조선시대의 그림이다. 2010년 9월 20일 부산광역시의 유형문화재 제103호로 지정되었다.

## 개요
이 작품은 1734년 2월 9일 영조가 희정당(熙政堂)에 나가 친정(親政)한 것을 기념하여 도화서 화원에 의해 기록화 형식으로 제작된 8절면 화첩 형식으로 3~4면에는 친정을 행한 그림이 그려져 있고, 5~6면에는 친정입시좌목(親政入侍座目)이 쓰여있다. 친정은 왕이 직접 인사행정을 하는 것으로 영조는 즉위 후 대체로 2~3년에 한 번씩 친정을 행했는데 1734년의 친정은 일곱 번째 친정이다.
부산에서 문화재로 지정되어 있는 영조 년간 화첩으로는 1763년에 제작된 《기영각 시첩》(耆英閣詩帖, 부산광역시지정 유형문화재 제57호)과 1760년에 제작된 《어전준천제명첩》(御前濬川題名帖, 부산광역시지정 유형문화재 제77호)이 있다. 갑인춘 친정도는 어제어필 없이 1폭의 그림과 좌목으로 다소 소략하게 구성되어 있으나, 현재 부산 지역에 남아 있는 영조 년간에 제작된 화첩 중 가장 이른 편이며 《기영각시첩》에 포함된 화면의 인물표현이 몇 개의 인장으로 반복 묘사된데 비해 이 작품에서는 세필로 직접 그려졌을 뿐 아니라 건물의 배치와 묘사가 정연하고 안정되어 도화서 화원의 지극히 섬세한 계화(界畵)의 수준을 반영하고 있다.
이 작품에 기록된 영조의 친정은 조선왕조실록의 기록과 일치할 뿐 아니라 제작 년대와 도화서 제작이라는 제작처가 밝혀진 작품으로 가치가 높이 평가된다. 또한 영조 대에는 많은 기록화가 제작되어 이른바 기록화의 황금기를 맞은 시대인데, 이 작품은 그중에서도 비교적 이른 시기에 제작되어 이후 제작된 기록화의 전범(典範)으로 볼 수 있는 작품일 뿐 아니라 궁궐 건축의 변화 모습을 알 수 있어 건축사 적으로도 매우 중요한 자료이다.

## 같이 보기
- 기영각시첩 - 부산광역시의 유형문화재 제57호
- 어전준천제명첩 - 부산광역시의 유형문화재 제77호

## 참고 자료
- 갑인춘 친정도 - 국가유산청 국가유산포털